# ×Dactyloglossum turcestanicum
XDactyloglossum turcestanicum là một loài thực vật có hoa trong họ Lan. Loài này được (G. Keller & Soó) Soó miêu tả khoa học đầu tiên năm 1966.